# Szydłowo (Piła)
Pour les articles homonymes, voir Szydłowo.
Szydłowo (prononciation : [ʂɨˈdwɔvɔ], en allemand : Groß Wittenberg) est un village de Pologne, située dans la voïvodie de Grande-Pologne. Elle est le chef-lieu de la gmina de Szydłowo, dans le powiat de Piła.
Il se situe à 8 kilomètres à l'ouest de Piła (siège du powiat) et à 87 kilomètres au nord de Poznań (capitale régionale).

## Histoire
De 1815 à 1945, Groß Wittenberg fait partie de l'arrondissement de Deutsch Krone dans le district de Marienwerder, au sein de la province de Prusse-Occidentale.

## Voies de communications
La route voïvodale 179 (de) (qui relie Piła à Gorzów Wielkopolski) passe par le village. À dix kilomètres plus au nord passe la route nationale 10, qui relie Szczecin à Varsovie.